# مالت آموندسن
مالت آموندسن (انگلیسی: Malte Amundsen؛ زادهٔ ۱۱ فوریهٔ ۱۹۹۸) بازیکن فوتبال اهل دانمارک است که در پست مدافع برای کلمبوس کرو در لیگ برتر فوتبال ایالات متحده آمریکا بازی می‌کند.
وی در تیم‌های ملی فوتبال زیر ۱۸ سال دانمارک، زیر ۱۹ سال دانمارک، و زیر ۲۰ سال دانمارک بازی کرده است.